# Cochinita pibil
La cochinita pibil es un guiso mexicano correspondiente a la gastronomía de Yucatán, basado en carne de cerdo adobada en achiote, envuelta en hoja de plátano y cocida dentro de un horno de tierra usando una técnica prehispánica conocida como píib. Según recetas de principios de 1900, el puerco entero (eviscerado y con el pelo quemado) era cocido en el horno de tierra. La cochinita pibil se acompaña con cebolla morada en naranja agria y chile habanero, muy común en la región. 
Era acostumbrada prepararla como ofrenda en importantes celebraciones como el Día de Muertos, conocido como Hanal Pixán. 
Se sabe por los códigos de los primeros exploradores, que en un inicio se utilizaba carne de faisán, o venado y se cocía en el horno de tierra llamado pib. Con la conquista española se reemplazó esa carne por la de puerco.

## El pibil

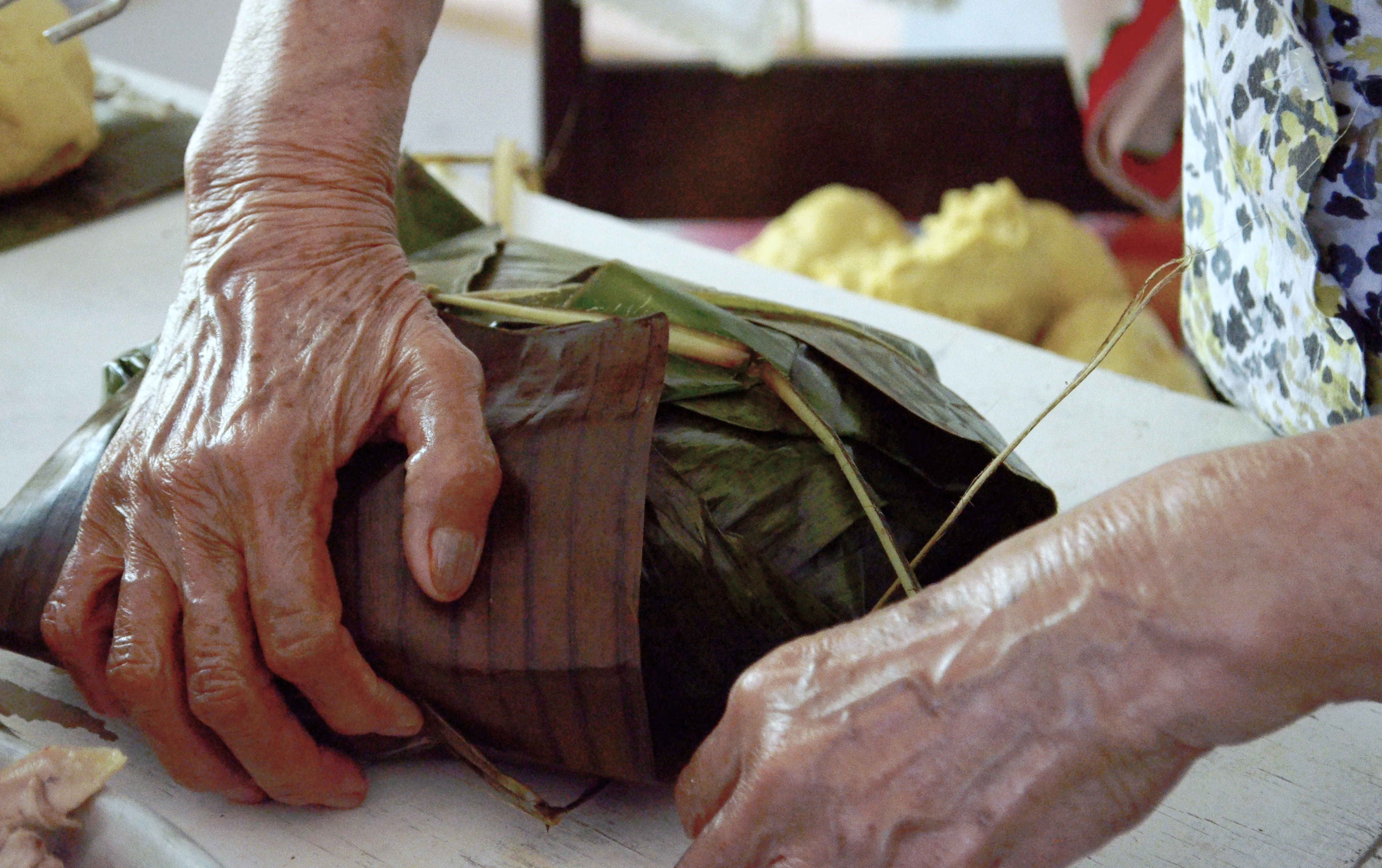
Proceso de envoltura y atado con hoja de plátano

La palabra maya pibil se refiere genéricamente a un alimento que ha sido preparado en un horno de tierra conocido como pib (lengua maya). Es una técnica prehispánica en la que originalmente se cocinaban pecaríes, venados y diversos faisánidos abundantes en la zona maya.
Tradicionalmente, un pib se hace escarbando un hoyo rectangular en la tierra, en donde se hace arder leña seca (usualmente de madera catzín o chuk'um) hasta obtener brasas. Sobre estas brasas se colocan piedras planas y al momento de que estas se calientan, se coloca el guiso a cocinar, para después cubrir todo con ramas, una lámina metálica de zinc y por último una capa de tierra, procedimiento que sella el horno, evitando que escapen los líquidos y vapores de la cocción. 
En el caso específico de la cochinita pibil, la carne de cerdo (una vez condimentada) es depositada en un recipiente metálico rectangular (conocido localmente como "lata") sobre una cama de hojas de plátano previamente asadas, mismas que sirven para envolver el guiso a enterrar. El tiempo de cocción varía con la cantidad de carne y el tamaño del pib, pero usualmente al cabo de 3 horas el plato ya está listo.
Por tradición, este plato se consume en la península de Yucatán y el sureste de México los domingos en las mañanas y los días festivos.